# حناء البقر
حناء البقر (الاسم العلمي: Erythrophleum) هو جنسٌ من يتبع الفصيلة البقولية. تتضمن عدة أنواع ومنها:
- Erythrophleum africanum
- حناء البقر ملونة السنابل
- Erythrophleum couminga[3]
- Erythrophleum fordii
- حناء البقر العاجية
- Erythrophleum lasianthum
- Erythrophleum letestui
- Erythrophleum suaveolens
- Erythrophleum succirubrum
- حناء البقر التسمانية